# Anžej Remšak
Rojen 1994
Nižjo glasbeno šolo v Rušah je začel obiskovati leta 2002, star 8 let.
Leta 2008, je prvič izvedel samostojni koncert v Domu kulture  Ruše. 
Leta 2009 , 2010 in 2011 je izvedel samostojni koncert v Kazinski dvorani SNG Maribor.
Z godalnim orkestrom Konservatorija za glasbo in balet Maribor je oktobra 2010 izvedel prvi stavek Koncerta J. N. Hummela – star 16 let.
Leta 2011 je prejel priznanja Konservatorija za glasbo in balet Maribor- nagrado dr. Roman Klasinc za izjemne uspehe na področju glasbe. Je dobitnik  številnih  občinskih nagrad (priznanje župana Mestne občine Maribor, Borisa Soviča, župana Občine Ruše, Vilija Rezmana).
Bil je član Komorne skupine trobent na nižji glasbeni šoli in kasneje na  Konservatoriju za glasbo in balet Maribor. Vsa leta je na nižji glasbeni šoli in na Konservatoriju za glasbo Maribor, bil njegov profesor, prof. Dušan Remšak, ki je tudi njegov oče.
Redno se udeležuje  izobraževanj in seminarjev pri priznanih profesorjih, kot so prof. Stanko Arnold, prof. Anton Grčar, prof. Laura Vukobratovič, Allen Vizutti… Leta 2011 se je udeležil International Master classes Branimir Slokar academy pri prof. Reinholdu Friedrichu. Leta 2012 se je udeležil International Master classes Branimir Slokar academy pri prof. Hansu Ganschu. 
V letu 2012 je sodeloval na tekmovanju RTV Slovenije- Evrovizijski mladi glasbeniki 2012 in se uvrstil  v finale.
Sprejemni izpit na Akademijo za glasbo je opravil pri 17 letih. 
Leta 2014 je diplomiral na prvi stopnji študija na AG Ljubljana.
30 junija 2016 je opravljal magistrski koncert in zaključil študij na drugi stopnji na Akademiji za glasbo, Univerza v Ljubljani, kjer je bil njegov profesor zaslužni redni prof. Anton Grčar . Magistrski študij je končal z odliko in diplomo Summa cum laude.
V letih izobraževanja na Akademiji za glasbo v Ljubljani sodeluje v pihalnem orkestru AG, Simfoničnem orkestru AG, Brass skupini AG, orkestru za izvedbo opere La Cecchina, Baročnem orkestru AG, ter v različnih komornih skupinah.
Uspešno se predstavlja tudi kot solist z različnimi komornimi in simfoničnimi orkestri ter izvaja zahtevna dela skladateljev; G. Tartinija, J. N. Hummla, J. Haydna in druge.
Solistični dosežki na tekmovanjih:
-	TEMSIG  2005 – 1.A. kat.  ZLATA PLAKETA in PRVA NAGRADA
-	TEMSIG 2008 – 1. C. kat. - ZLATA PLAKETA in PRVA NAGRADA  
-	TEMSIG 2011 – II.b. kat. -  ZLATA PLAKETA in DRUGA NAGRADA
-	TEMSIG 2014 – III. b kat. – ZLATA PLAKETA in PRVA NAGRADA
-	Mednarodno tekmovanje Novi Sad, 2005, 2006, 2007 – SPECIALNA PRVA NAGRADA  in A1 diploma (100 točk)- posebne nagrade za prejetih 100 točk.
-	Mednarodno tekmovanje Davorin Jenko, Beograd 2009 - do 17 let - ZLATA PLAKETA, Laureat nagrada (100 točk)- (star 15 let)
-	in 2010 – do 19 let - ZLATA PLAKETA, Laureat nagrada (100 točk)- (star 16 let)
-	Mednarodno tekmovanje Davorin Jenko, Beograd 2011, do 30 let ,  ZLATA PLAKETA, Laureat nagrada (99.50 točk) – (star 17 let)
-	Mednarodno tekmovanje Davorin Jenko, Beograd 2013, do 30 let ,  ZLATA PLAKETA, Laureat nagrada (100 točk) – (star 19 let)
-	FINALIST EVROVIZIJSKEGA TEKMOVANJA RTV SLOVENIJA ZA MLADE GLASBENIKE SLOVENIJE, 2012
Dosežki s komorno skupino:
-	TEMSIG - Državno tekmovanje komorne skupine s trobili do 15 let, leta 2007-   ZLATA PLAKETA in PRVA NAGRADA
-	Mednarodno tekmovanje Novi Sad, 2007 – SPECIALNA PRVA NAGRADA in A1 diploma
-	Mednarodno tekmovanje Davorin Jenko, Beograd 2010, komorne skupine do 19 let –ZLATA PLAKETA –LAUREAT nagrada
-	TEMSIG 2010 - 39. Državno tekmovanje komornih skupin s trobili, II. Kategorija – ZLATA PLAKETA in PRVA NAGRADA